# Wasilij Paszkiewicz
Wasilij Aleksiejewicz Paszkiewicz, ros. Василий Алексеевич Пашкевич (ur. około 1740, zm. 9 marca?/20 marca 1797 w Petersburgu) – rosyjski kompozytor.

## Życiorys
Przez całe życie związany był z Petersburgiem. Od 1756 roku był członkiem chóru dworskiego, a od 1763 roku skrzypkiem nadwornej orkiestry Katarzyny II. Od 1773 do 1774 roku uczył śpiewu w petersburskiej Akademii Sztuk. W latach 1779–1783 współpracował jako dyrygent z teatrem operowym Karla Knippera. Od 1783 roku ponownie zatrudniony na dworze jako pierwszy skrzypek, w 1789 roku został nadwornym koncertmistrzem. Należał do najlepiej opłacanych muzyków na dworze. Po wstąpieniu na tron Pawła I został w 1797 roku zwolniony.
Wspólnie z Jewstigniejem Fominem był twórcą rosyjskiej opery, opartej na wzorcach włoskich i francuskich. Stworzył własny, indywidualny styl, czerpiąc z rodzimego folkloru i wykorzystując muzykę do podkreślania kolorytu lokalnego. Skomponował opery komiczne Niesczastje ot kariety (1779), Skupoj (1782), Kak pożywiosz tak i prosływiosz ili Sankt Pietierburgskij Gostinyj dwor (1782, 2. wersja 1792), Tunisskij pasza (1783), a także napisane do libretta autorstwa carycy Katarzyny Fiewiej (1786) i Fieduł z dietmi (1790). Wspólnie z Giuseppe Sartim był też autorem opery seria Naczalnoje uprawlenije Olega, również do libretta napisanego przez Katarzynę. Pisał także utwory religijne.